# Vall de Contraix
La Vall de Contraix és una vall d'origen glacial, subsidiària de la Ribera de Sant Nicolau, tributària per la dreta del Riu de Sant Nicolau. Es troba dins el terme municipal de la Vall de Boí, a l'Alta Ribagorça, i dins el Parc Nacional d'Aigüestortes i Estany de Sant Maurici.
«Fora de Sarradé i de Colomers d'Espot, és l'única de les grans valls afluents del St. Nicolau que hi desaigua per la dreta, mentre que les altres nou valls hi venen totes per l'esquerra. D'ací el nom, valls contràries. El terme Contraig és un barbarisme introduït per enginyers i cartògrafs».

## Geografia
La vall es troba per sobre dels 1.925 metres, la seva superfície aproximada és de 4,6 km² i el seu perímetre té uns 8,7 km.

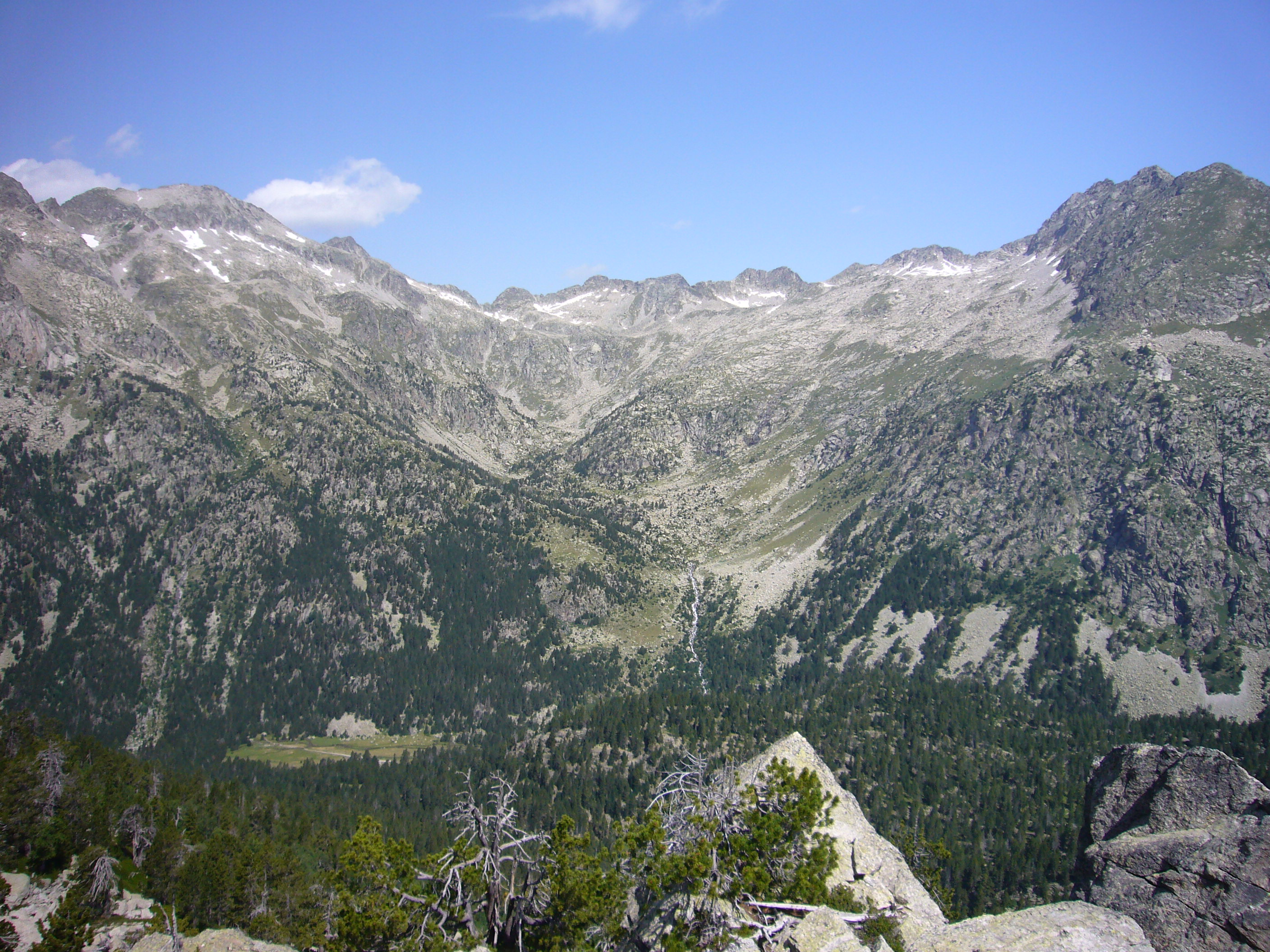
Vall de Contraix vista des de la Vall de les Corticelles.

Al capdamunt de Aiguadassi, el Barranc de Contraix remunta cap al nord-nord-oest. La carena que encercla l'oberta vall, limitant amb el Barranc del Racó pel sud, va guanyant alçada direcció oest fins a arribar a les Passades de Contraix, que continuen direcció oest-nord-oest fins als peus del Pic de Sarradé. Limitant ara amb la Vall de Sarradé, agafa direcció nord per pujant al Pic de Sarradé (2.942,2 m), i després nord-nord-oest per baixanr al Coll de Sarradé (2.812,2 m) i remuntar el Pic de Contraix (2.958,0 m). Limitant amb la Vall de Colieto, la creta gira a nord-est passant pel Collet de Contraix (2.748,0 m) i el Pic de l'Estany de Contraix (2.892,7 m), i després puja direcció est a la Creu de Colomèrs (2.894,9 m). Compartint la carena amb el Circ de Colomèrs, continua cap a llevant i lleugerament cap al sud, passant pel Pic Oriental (2.862,2 m), el Tuc Blanc (2.879,1 m), l'Agulha deth Gran Tuc (2.896,0 m) i el Gran Tuc de Colomèrs (2.933,4 m). Finalment, limitant amb Colomers d'Espot, va perdent altura cap al sud, passant pel Cap de la Pala Alta d'Estany Llong (2.790,3 m), per finalment desaparèixer a la riba dreta de l'Estany Llong.

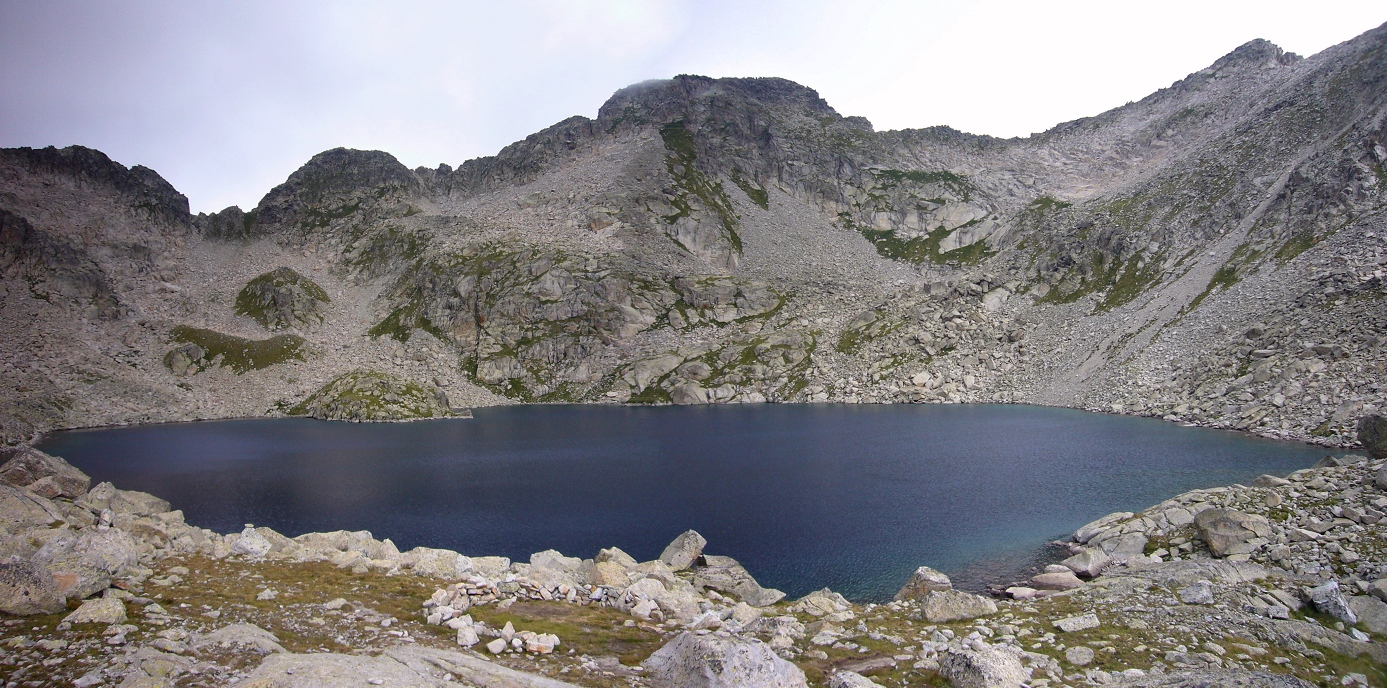
Estany de Contraix, Collet de Contraix, Pic de l'Estany de Contraix i la Creu de Colomèrs.

A l'extrem nord-oest de la vall es troba l'Estany de Contraix (2.573 m); el seu desguàs és al sud-est, punt on neix el Barranc de Contraix que seguint el mateix curs sud-est desaigua finalment al Riu de Sant Nicolau, al costat del Refugi de la Centraleta. L'Estany de la Passada (2.536 m), és l'únic tributari pel vessant dret del barranc. Els Estanys Gelats (2.678, 2.730, 2.702 i 2.686 m), un rosari de petits estanys situats als peus de la carena meridional, hi tributen per la riba esquerra.

## Rutes[20]
El camí de Contraix, que coincideix amb l'utilitzat a la travessa Carros de Foc, s'inicia als voltants del Refugi de la Centraleta i ressegueix el Barranc de Contraix en la part baixa i mitja de la vall. En el primer tram el corriol, fent un arc que gira de nord a oest, discorre entre prats i arbres, passant dels 1.915 als 2.110 en mig kilòmetre; en els següents 750 metres, amb un arc que gira cap al nord, es puja fins a la cota 2.200, a on els últims arbres desapareixen; mig kilòmetre més cap al nord-oest ens porta a la cota 2.290. El camí pren direcció nord, deixant el barranc a l'oest, i puja, vorejat de tarteres, fins als 2.570 metres en mig kilòmetre. El corriol continua per un terreny relativament pla, uns 400 metres, fins a arribar a la vora sud-est de l'Estany de Contraix. En aquest punt, la ruta que porta a la Creu de Colomèrs se separa, vorejant l'estany cap al nord. Uns 300 metres cap a l'oest ens porten a l'extrem sud-oriental de l'estany. La ruta que porta cap a la Vall i el Pic de Sarradé se separa en aquest punt, prenent direcció cap al sud-oest per pujar al Coll de Sarradé. En els 750 metres finals el camí continua, ara ja al mig del pedregam, bordejant l'estany direcció nord-oest; començant a guanyar alçada a mesura que s'allunya del llac per assolir finalment el conegut Collet de Contraix. El camí en poc menys de 4 kilòmetres ha superat un desnivell positiu de més de 1.000 metres.